# Арич
Ари́ч (арм. Հառիճ) — село в Армении. Находится в Ширакской области, Артикский район.

## Название
Прежде селение Арич называлось Кыпчаг или Xпчах, по наименованию тюркского народа кыпчаков. По словам историка Сурена Еремяна, со времени Георгия III и Тамары кипчаки были поселены в Армении, в местности Арич, приняли христианство и слились с армянами.

## География
Наблюдаются резкие климатические изменения и разнообразие живой природы. Огромное количество сенокосов испульзуется в хозяйственных целях.

## Население
Согласно «Гeогpaфичeско-стaтистичecкому cлoваpю Рoссийcкой Импepии» изданному в 1865 году, в селе на тот момент проживало 599 человек и имелось 57 дворах. Население — армяне..

## Достопримечательности
В селе находится армянский средневековый монастырский комплекс XIII века — Аричаванк (Сурб Аствацацин (Пресвятой Богородицы)), самая ранняя постройка которого относится к (VII веку).  Монастырь с древних времен существовал под именем Арич (Хартич/Артич). С 1850 года церковь Аричаванк являлось летней резиденцией Эчмиадзинского католикоса. Центр архитектурного комплекса составляют 2 церкви и притвор — гавит.

## Экономика
Население занимается скотоводством и земледелием.

## Галерея

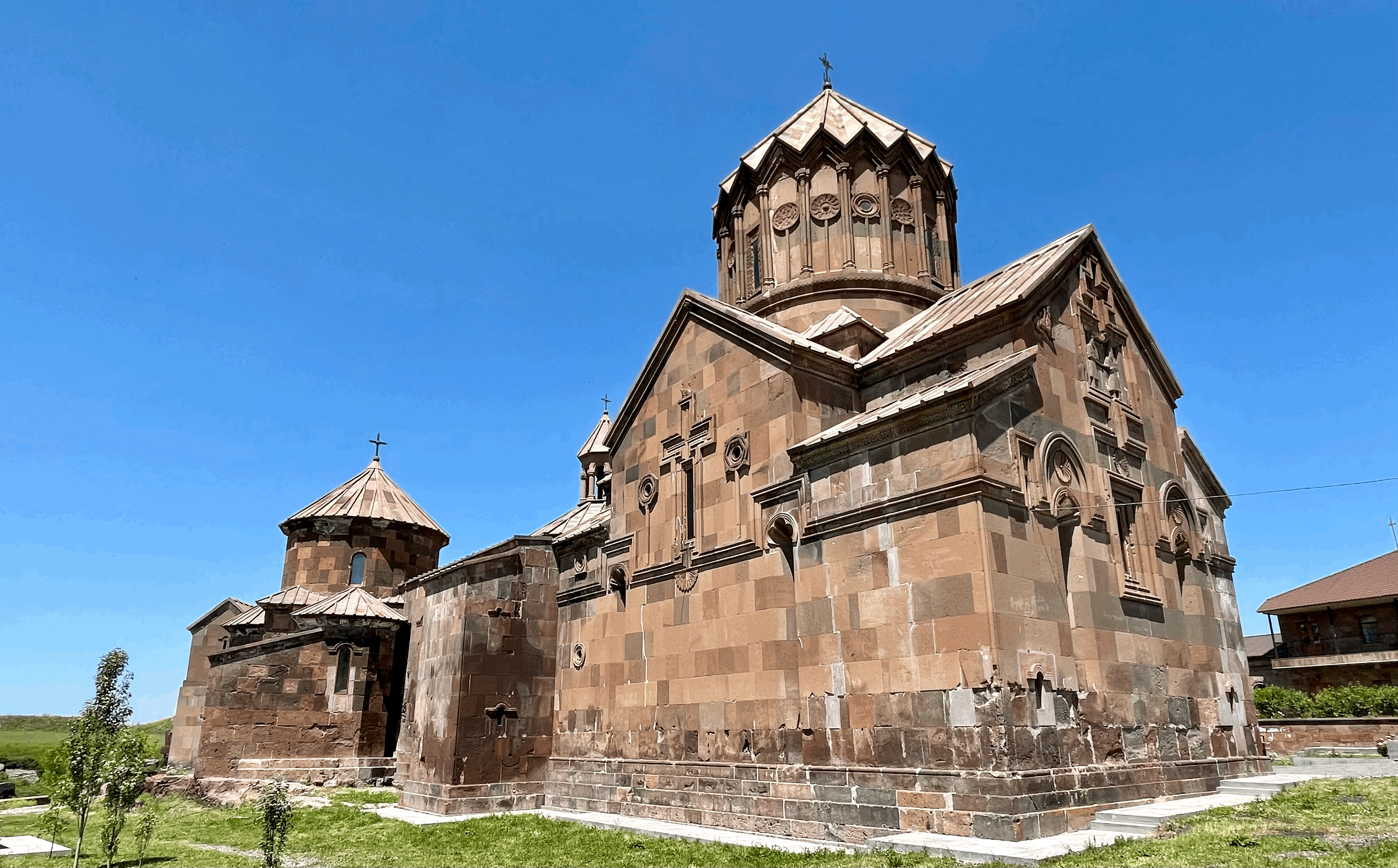
Аричаванк — армянский средневековый монастырский комплекс XIII века
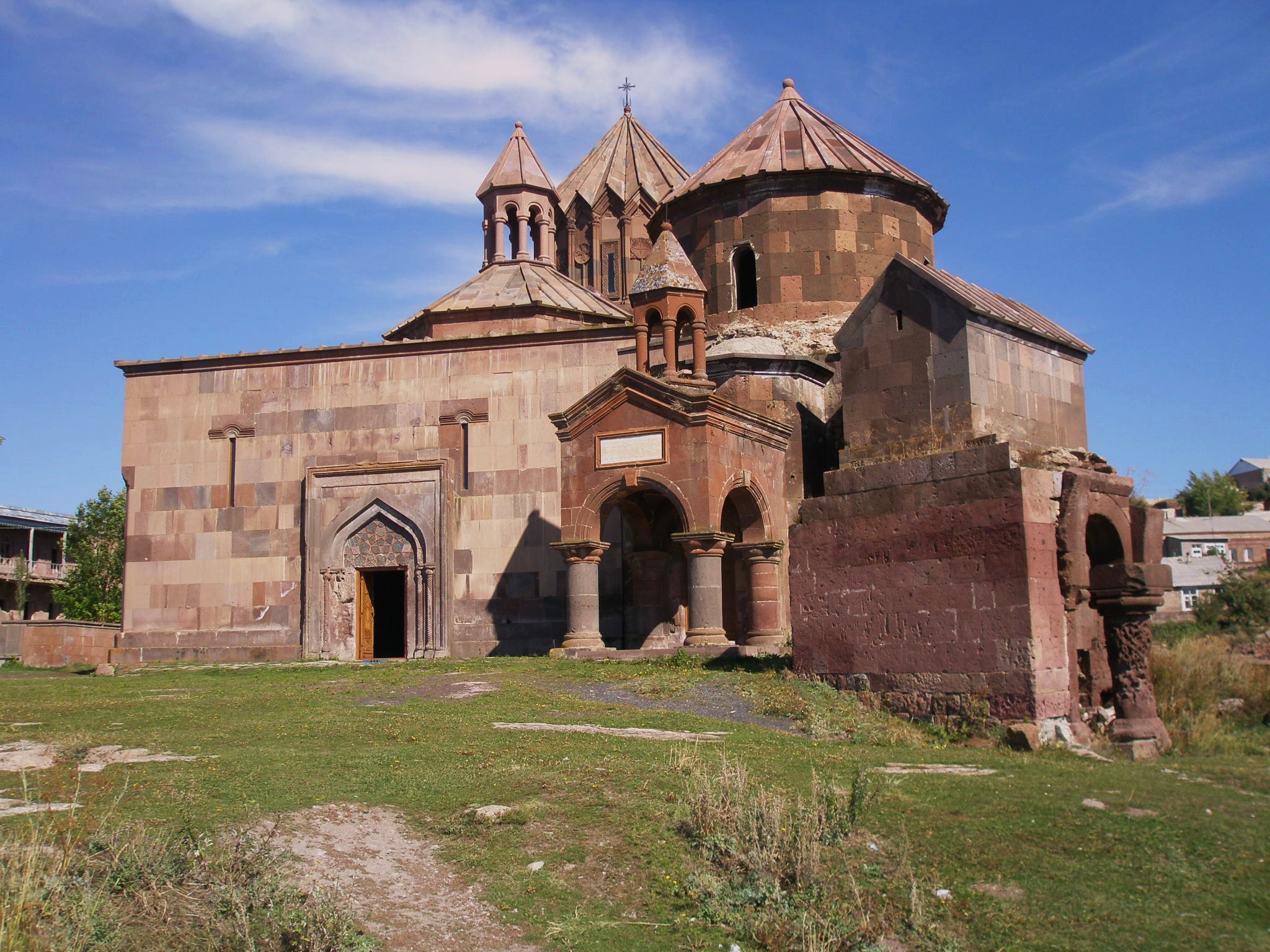
Вид с обратной стороны монастыря Аричаванк, VII век
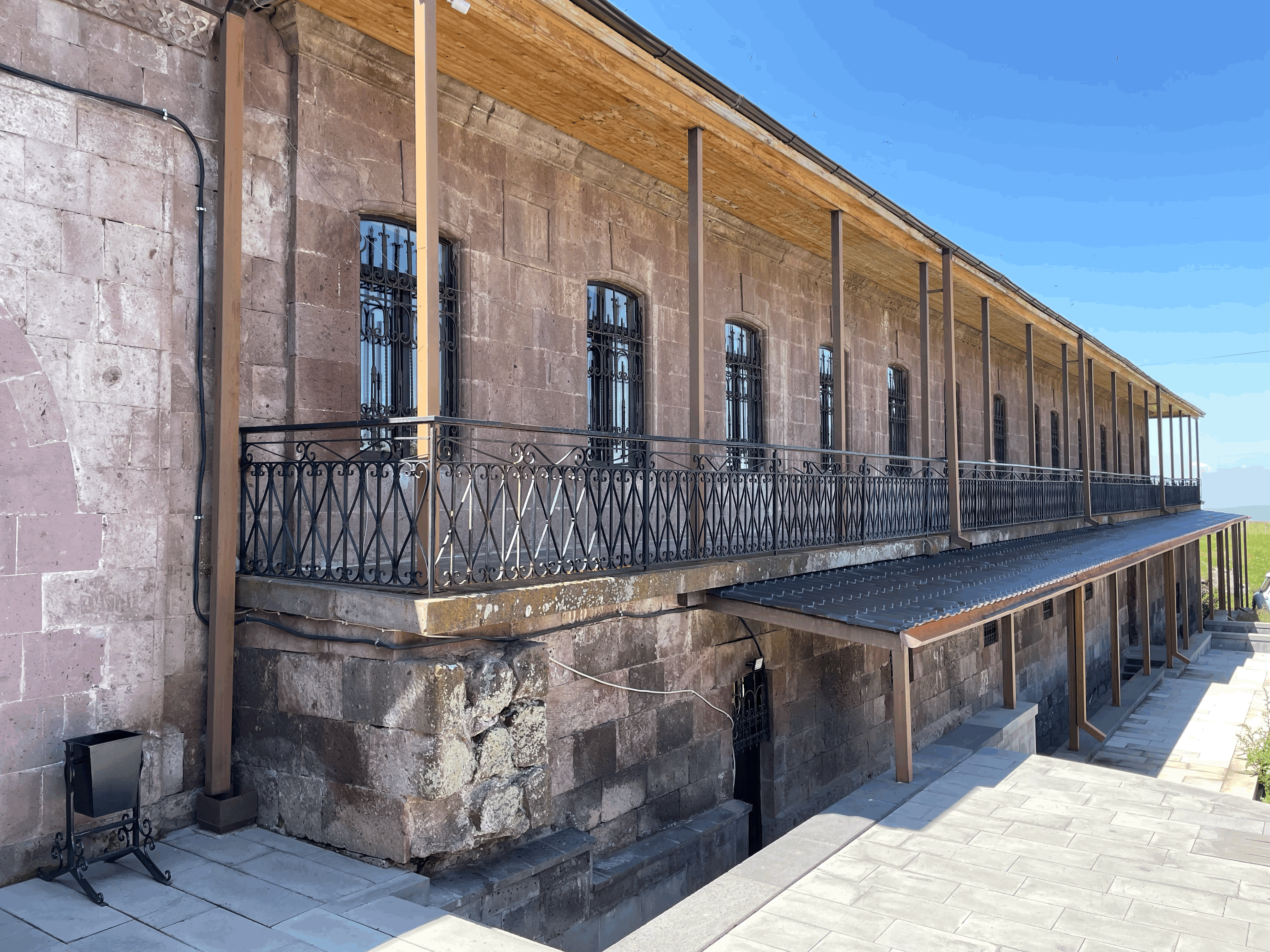
Духовная семинария при монастыре
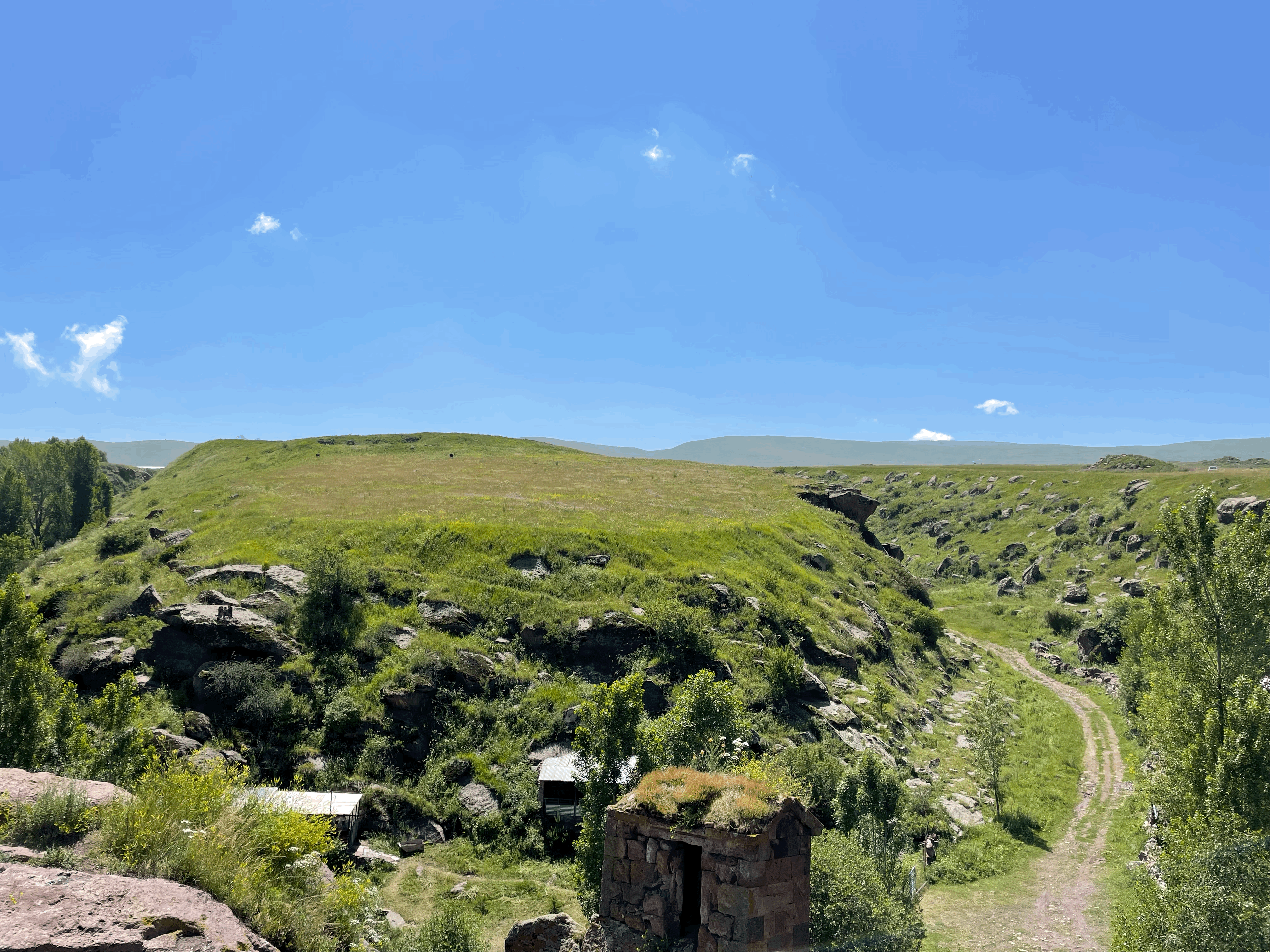
Виды около монастыря